# إبراهيم كليفورد بارجر
إبراهيم كليفورد بارجر (بالإنجليزية: Abraham Clifford Barger)‏ (1 فبراير 1917 - 13 مارس 1996) أستاذ أمريكي لـعلم وظائف الأعضاء، قضى حياته المهنية في مدرسة طب هارفارد. ركز أبحاثه على الفزيولوجيا المرضية لقصور القلب وعلى دور الكلى في ارتفاع ضغط الدم. عمل بارجر رئيسا للجمعية الفسيولوجية الأمريكية في الفترة 1970-1971 واُنتخب الأكاديمية الوطنية للطب (الولايات المتحدة الأمريكية) في عام 1974.

## حياته وتعليمه
ولد بارجر في غرينفيلد (ماساتشوستس) في عام 1917. تخرج من جامعة هارفارد في عام 1939 ومن مدرسة طب هارفارد في عام 1943. عمل في مستشفى بيتر بنت بريغهام لفترة وجيزة وعمل في الجيش كباحث في مختبر الأبحاث المناخية قبل أن يعود إلى جامعة هارفارد.

## عمله الأكاديمي
انضم بارجر إلى قسم علم وظائف الأعضاء في جامعة هارفارد في عام 1946. أصبح أستاذا في علم وظائف الأعضاء في عام 1961، شغل منصب رئيس قسم من 1974-76. خلال معظم وقته في جامعة هارفارد، أجرى بارجر تعيينات سريرية، لأول مرة في مستشفى بيتر بنت بريغهام، وبعد ذلك في المركز الطبي لمستشفى الأطفال ومستشفى سانت فنسنت. ساهم بارجر في الفهم الحديث للفزيولوجيا المرضية لقصور القلب، وتحديدا في دراسة مرض الشريان التاجي ارتفاع ضغط الدم الكلوي.
بعد انتخابه لعضوية الجمعية الفسيولوجية الأمريكية في عام 1949، أمضى سنوات عديدة في أدوار الخدمة المختلفة للمنظمة، مرتين رئيسا للجنة المنشورات، وتم انتخابه لمجلس APS في عام 1968، وخدم فترة كرئيس من المجتمع في 1970-71. في 1960 شارك في جهود لدعم النساء والأقليات وقام بإقناع APS لاستخدام الأموال لمساعدة الأقليات، تؤيد الجمعية حاليا منح جائزة سنوية لعلماء الأقليات تكريما لبرجر.
بالإضافة إلى عمله مع وكالة الأنباء الجزائرية نفسها، خدم بارجر أيضا في مجالس تحرير اثنين من المجلات الرئيسية. شغل منصب رئيس تحرير العديد من دوريات علم وظائف الأعضاء الأخرى، وكان عضوا في العديد من الجمعيات الطبية في منطقة بوسطن. تقاعد بارجر من جامعة هارفارد، في عام 1987. بعد تقاعده شغل منصب رئيس صندوق خريجي جامعة هارفارد، شغل منصب رئيس مؤسسة ويليام تاونسند بورتر حتى عام 1995، وعمل على سيرة والتر كانون.

## حياته الشخصية
كان برجر متزوجا من كلير باش بارجر لمدة 52 عاما، وكان للزوجين ثلاثة أطفال. توفي برجر من سرطان الكبد في بروكلين (ماساتشوستس) في عام 1996.

## الجوائز والتكريمات
حصل بارجر على عدد من الجوائز لعمله، وخاصة من وكالة الأنباء الجزائرية.
- زميل الأكاديمية الأمريكية للفنون والعلوم، 1964
- عضو الأكاديمية الوطنية للطب (الولايات المتحدة الأمريكية)، 1974
- جائزة الجمعية الأمريكية الفسيولوجية، 1982
- جائزة الجمعية الأمريكية الفسيولوجية، 1985